# Révolution du bon sens
La Révolution du bon sens (anglais : Common Sense Revolution) est le nom donné au mouvement politique et au document politique prôné par l'ancien premier ministre de l'Ontario et chef du Parti progressiste-conservateur de l'Ontario Mike Harris.

## Origines de la Révolution
Le Parti progressiste-conservateur de l'Ontario, au pouvoir sans interruption de 1943 à 1985, en est chassé lors de la chute du gouvernement du premier ministre Frank Miller aux mains d'une coalition composée des libéraux de David Peterson et des néo-démocrates de Bob Rae. Après la chute du gouvernement de Miller, le parti se retrouve dans le désert politique. Considérés pendant des décennies comme des administrateurs compétents, avec des tendances gauchistes vers l'élaboration des programmes sociaux de l'Ontario (comme la santé et l'éducation), ils commencent à perdre ce terrain devant les libéraux et leur chef charismatique, Peterson. S'en tenant à leur statu quo politique, le parti est décimé lors de l'élection de 1987 qui donne à Peterson un gouvernement majoritaire. Faisant face à une dette massive et l'indifférence du public envers leur chef et leurs politiques, le parti a besoin d'une nouvelle approche.
En 1990, un ministre junior de l'ancien gouvernement de Miller appelé Mike Harris remporte la direction du parti. Sa victoire est perçue comme un virage vers la droite politique, Harris ayant défait la plus centriste Dianne Cunningham.
Harris se met immédiatement à élaborer une nouvelle image pour lui-même et le parti. Dans sa première élection en 1990, il se présente comme le « pourfendeur de taxes ». Malgré la troisième place occupée par le parti dans l'élection (remportée par le chef néo-démocrate Bob Rae) Harris parvient à améliorer le statut de son parti à la législature et à attirer l'attention sur sa cause.
Après l'élection de 1990, Harris et ses conseillers (y compris les éminents tories ontariens Tony Clement, alors président du parti, et Tom Long) se mettent au travail pour créer un éventail plus exhaustif de réformes à présenter aux électeurs. Le résultat est la Révolution du bon sens.

## Contenu de la Révolution
Les réformes de la Révolution du bon sens étaient de nature libérales, imitant les plateformes de la première ministre britannique Margaret Thatcher et du président américain Ronald Reagan.
Le document était philosophiquement aligné avec les théories de l'éminent économiste et théoricien politique Friedrich A. von Hayek ; en effet, durant le mandat de Harris, les employés politiques à Queen's Park — le siège du gouvernement provincial — gardaient des copies de l'œuvre de Hayek, The Road to Serfdom, à portée de main.
Les points centraux de la plateforme sont : la réduction des taxes et impôts, l'équilibre budgétaire, la réduction de la taille et du rôle du gouvernement et un accent sur la responsabilité économique individuelle (souvent résumée par une opposition à la  « charité » gouvernementale). Entre autres, Harris promet de réduire les impôts des particuliers de 30 % et d'équilibrer le budget en même temps (le budget avait atteint un déficit record de 10 milliards $ sous le Nouveau Parti démocratique).
La Révolution du bon sens est spécifiquement construite comme un document de réforme. Elle est présentée comme un changement radical du statu quo des affaires gouvernementales provinciales, perçu comme mal administrées et inefficaces. En effet, les premiers mots du document sont : Le peuple de l'Ontario a un message pour leurs politiciens — le gouvernement ne fonctionne plus. Le système est brisé.

## Élection de 1995
Lorsque Bob Rae déclenche l'élection générale de 1995, la plupart des analystes s'accordent pour dire que la chef libérale Lyn McLeod finira par occuper le poste de premier ministre. Toutefois, cette prédiction s'avère prématurée.
S'en tenant au contenu de la Révolution du bon sens, Harris mène une campagne centrée sur des messages simples et facilement communicables. Notamment, il répète sans cesse la promesse du parti de baisser les impôts et de réduire le nombre d'assistés sociaux.
La performance de Harris au débat télévisé des chefs est souvent considérée comme le point tournant de la campagne. Au lieu de se laisser entraîner dans un débat entre McLeod et Rae, Harris utilise le temps qui lui est alloué pour parler directement à la caméra afin de communiquer des points centraux de la Révolution du bon sens, ignorant presque complètement les questions de ses rivaux.
Harris et la Révolution du bon sens reçoivent un mandat solide dans l'élection, les progressistes-conservateurs remportant 82 des 130 sièges provinciaux.

## Impact sur les villes: Loi 103
La volonté de Harris de réformer la structure politique des villes date de sa période dans l'opposition. En tant que chef du troisième parti à l'Assemblée législative, il crée le « Groupe de travail Mike Harris sur le bon sens dans la région métropolitaine » (de Toronto). Ce groupe de travail devait contrer le « Groupe de travail sur la Grande région de Toronto » du gouvernement de Bob Rae, présidé par Anne Golden. Lorsque son rapport final est déposé en 1996, il recommande un niveau de gouvernement pour la Grande région de Toronto et pour les services intermunicipaux.
Le rapport va directement à l'encontre de la promesse de Harris qui promettait « moins de gouvernement ». La création d'un grand organe de gérance pour la région était ce que son parti avait combattu. Harris croit que les politiciens, et en particulier les conseillers municipaux, étaient un problème pour son parti et se mettaient en travers de l'économie de marché.
Bien que plusieurs municipalités de banlieue aient connu un essor rapide durant le premier mandat de Harris entre 1995 et 1999, certains affirment que l'effet net des politiques de la Révolution étaient de transférer la richesse des centres urbains vers les banlieues. L'ancienne ville de Toronto est fusionnée avec quatre municipalités avoisinantes pour former une nouvelle « mégaville », ce qui est extrêmement controversé. Le gouvernement Harris considère la fusion comme une mesure de réduction des coûts ; d'autres affirment que les villes de 750 000 habitants ou moins sont une grandeur optimale pour la livraison des services. Le fait que la fusion s'est effectuée à Toronto, une région qui n'avait pas élu de députés conservateurs, polarise encore plus le débat sur les mérites de la fusion. Plusieurs électeurs n'ayant pas voté pour les conservateurs considèrent qu'ils se font punir pour n'avoir pas appuyé le gouvernement Harris. Plusieurs municipalités se plaignent également que le gouvernement transfère le coût des services municipaux vers les villes alors que le gouvernement provincial s'était jusque-là chargé des coûts.
En avril 1997, le gouvernement dépose la Loi 103 qui mettait en œuvre la fusion municipale. Le NPD tente de faire obstruction en lisant le nom de chaque rue de Toronto. La bagarre à Queen's Park continue 24 heures sur 24 pendant 10 jours avant que la loi ne soit finalement adoptée.

## Successeur de la Révolution
Visant à répéter le succès du contenu et de la stratégie de communication de la Révolution du bon sens pour l'élection de 1999, Harris et les tories ontariens nomment leur nouveau document The Blueprint (le terme anglais, qui signifie « le plan », est un jeu de mots qui fait référence au fait que le bleu est la couleur officielle de leur parti).
Le Blueprint suit le même cadre théorique que son prédécesseur, mais était tempéré pour un environnement politique très différent. En 1995, le message avait été pour la « réforme » et la « révolution », mais après quatre ans de gouvernement conservateur, le message est devenu un équilibre entre la stabilité et un rappel que « beaucoup reste à faire ».
Bien que pas un aussi franc succès que la Révolution du bon sens, le Blueprint assure néanmoins la réélection de Harris à la tête d'un nouveau gouvernement majoritaire (défaisant le nouveau chef libéral Dalton McGuinty).
Les failles de la Révolution et du Blueprint deviennent évidentes dans le deuxième mandat. En 2003, la fusion de la ville de Toronto n'avait réduit les coûts d'aucune façon que ce soit. Un processus de colonisation des banlieues a commencé, le principal bénéficiaire étant Mel Lastman, qui était devenu maire de la nouvelle mégaville mais éprouvait des difficultés à l'administrer. Le gouvernement Harris transfère les fonds d'impôts vers les banlieues en même temps que les services des centres urbains sont coupés, réduisant la qualité de vie de la ville et déclenchant des émeutes, notamment la Ontario Coalition Against Poverty (OCAP) en 2000.
En plus de Toronto, d'autres fusions municipales controversées s'effectuent durant le deuxième mandat de Harris, dont : Ottawa, Hamilton, Sudbury et Kawartha Lakes. Contrairement à la fusion de Toronto, ces fusions incluent de grandes régions rurales en plus des centres urbains principaux. La controverse sur ces fusions est toujours un enjeu politique important dans ces villes (contrairement à Toronto, où il n'y a actuellement aucune campagne sérieuse pour la défusion) puisque plusieurs résidents — surtout, mais pas exclusivement, dans les régions rurales — estiment que la qualité des services municipaux s'est détériorée de façon significative.
Harris quitte le poste de premier ministre en 2002 et Ernie Eves lui succède. En raison de différents facteurs, dont le mécontentement face aux effets des politiques du gouvernement ainsi que la façon dont Eves a géré la panne de courant nord-américaine, le Parti progressiste-conservateur est défait lors de l'élection générale ontarienne de 2003.

## Rétrospective
Aujourd'hui, le legs de la Révolution du bon sens est loin de faire consensus. Les partisans de Harris rendent le mouvement responsable de l'essor massif de l'économie ontarienne dans la deuxième moitié des années 1990. Ils affirment que la clarté des messages de la Révolution, le bien-fondé de ses politiques économiques et la persévérance de Harris à faire ce qu'il avait promis devraient assurer que la Révolution soit vue de façon positive. En effet, plusieurs conservateurs ontariens attribuent à son abandon des principes de la Révolution du bon sens la défaite de Ernie Eves en 2003.
Les opposants de Harris voient la Révolution du bon sens d'un point de vue beaucoup plus négatif — ils la blâment pour la détérioration des programmes sociaux. Ils perçoivent la défaite de Eves comme un rejet de 8 ans de règne conservateur sous les politiques de la Révolution et du règne des banlieues sur les villes.
La dispute pourrait ne pas être résolue avant l'élection ontarienne de 2007 où même après, mais tous — partisans et opposants — s'entendent que la Révolution du bon sens a modifié profondément le gouvernement provincial. Certains affirment même que l'impact de l'approche de la Révolution est tellement profond qu'il a causée un virage à droite dans la culture politique ontarienne. Des exemples de ce virage pourraient être trouvés dans le discours contemporain utilisé par les dirigeants politiques de tous les partis provinciaux.
Aujourd'hui, les grands thèmes de la Révolution du bon sens — impôts réduits, budgets équilibrés et la restriction du nombre des assistés sociaux — sont utilisés même par les opposants des conservateurs. Un point central de la plateforme des libéraux de McGuinty ayant mené à leur victoire électorale en 2003 consiste à critiquer Eves pour avoir négligé d'équilibrer le budget et de promettre de le faire eux-mêmes. Un autre point central est de ne pas augmenter les impôts.
Pendant ce temps, toutefois, le nouveau chef progressiste-conservateur, John Tory, lui-même originaire de Toronto et candidat à la mairie en 2003 (il est défait face à David Miller qui prônait le concept d'une « Province de Toronto » — c'est-à-dire plus d'autonomie pour la ville) prêche un retour aux traditions Red Tory de Bill Davis et son approche centriste et modérée des années 1970 qui a permis aux progressistes-conservateurs ontariens de gouverner l'Ontario avec des majorités confortables pendant les trois décennies après la Seconde Guerre mondiale.

## Source
- (en) Cet article est partiellement ou en totalité issu de l’article de Wikipédia en anglais intitulé « Common Sense Revolution » (voir la liste des auteurs).